# Конувере
Ко́нувере (эст. Konuvere), ранее на письме также Ко́новере(эст. Konovere)  — деревня в волости Мярьямаа уезда Рапламаа, Эстония.

## География и описание
Расположена в среднем течении реки Вигала, в 31 километре к юго-западу от уездного центра — города Рапла — и в 11 километрах к югу от волостного центра — посёлка Мярьямаа. Высота над уровнем моря — 21 метр.
На территории деревни находятся три моста через реку Вигала: старинный, шоссейный и железнодорожный (один из самых длинных в Эстонии).
Климат — умеренный. Официальный язык — эстонский. Почтовый индекс — 78227.

## Население
По данным переписи населения 2021 года, в Конувере насчитывалось 40 жителей, из них 3 (90,0 %) — эстонцы.
По данным переписи населения 2011 года, в деревне проживали 48 человек, из них 42 (87,5 %) — эстонцы.
Численность населения деревни Конувере по данным переписей населения:
| Год  | 1959 | 1970 | 1979 | 1989 | 2000 | 2011 | 2021 |
| ---- | ---- | ---- | ---- | ---- | ---- | ---- | ---- |
| Чел. | 46   | ↘ 30 | ↗ 99 | ↘ 72 | ↘ 56 | ↘ 48 | ↘ 40 |

## История
Деревня впервые упомянута в 1563 году. Имеется также упоминание предположительно 1438 года (Konnofer). В 1563 году упомянута мыза Конофер (нем. Konofer, Конувере, эст. Konuvere mõis). На военно-топографических картах Российской империи (1846–1901 годы), в состав которой входила Эстляндская губерния, мыза обозначена как мз. Коноферъ.
На мызе Конофер родился российский военный деятель конца XIX — начала XX века Павел Карлович Ренненкампф.
В 1920-х годах на землях национализированной мызы Конувере возникло поселение, которое в 1977 году, в период кампании по укрупнению деревень, было объединено с одноимённой деревней.
В 1931–1968 годах через западную часть деревни проходила узкоколейная железная дорога Рапла—Виртсу. На территории деревни располагалась железнодорожная полустанция Коновере.
В 1971 году в деревне прошёл слёт отрядов Эстонской дружины школьников с числом участников 2 000 — самый большой слёт за всю историю существования этой организации.
В 1993 году в 100 метрах к востоку от старого моста Конувере был построен новый мост, через который проходит шоссе Таллин–Пярну–Икла.

## Достопримечательности
- Главное здание мызы Конофер (Конувере), памятник архитектуры.

Своеобразный пример господского особняка в стиле классицизма. Построен в первой половине 19-го столетия, после пожара в 1905 году частично перестроен.
- Старинный мост через реку Вигала, памятник архитектуры.

Спроектирован Фридрихом Вильгельмом Алишем. Строительство моста заказал глава местного рыцарства фон Энгельгардт и оплатил совместно с владельцем мызы Вана-Вигала бароном Борисом фон Икскюлем (Boris von Uexküll). Строительство завершено в 1861 году, в 1908 году были возведены низкие бетонные парапеты с круглыми устоями на его концах и ледорезы на быках. Длина моста 110 метров, он состоит из шести арочных пролётов из известняка, сверху забетонированных. После последнего ремонта ширина проезжей части составляет 11,5 метра, тротуара — 1,5 метра. Основательный ремонт проведён в 1991—1993 годах, 16 октября 2007 года завершены крупные ремонтно-осветительные работы. Недалеко от моста находятся развалины старинной водяной мельницы.
- На территории деревни, на правом берегу реки Вигала, в 0,6—0,7 км вверх по течению от шоссейного моста Таллин—Пярну находилось древнее городище — цитадель Конувере[эст.] (также Puenkalle, Paekalle).

Длина внутреннего двора городища — около 60 метров, ширина — 25—30 метров. Найденные на городище предметы (вручную сформованная керамика, брошь с крестообразной головкой и фрагменты украшений) датируются 10—11-м столетиями. На территории городища были также найдены артефакты каменного века.

## Галерея
- Шоссейный мост Конувере
- Мост Конувере, памятник архитектуры